# Катрин Алрид
Катрин Алрид (на английски: Katherine Allred) е американска писателка на произведения в жанра любовен роман и фантастичен романтичен трилър.

## Биография и творчество
Катрин Алрид е родена в Арканзас, САЩ. Когато е на 5 години, майка ѝ се омъжва повторно и се преместват в Мичиган за следващите 10 години, след което се връщат обратно в Арканзас. От малка е запалена по книгите и иска да стане писател.
Омъжва се за военен и за определени периоди работи последователно в други страни, докато съпругът ѝ е в армията. Имат дъщеря и двама сина. Когато децата ѝ поотрастват завършва Университета на Арканзас с бакалавърска степен по журналистика. В продължение на 8 години пише фензини преди да се насочи към писането на романи.
Първият ѝ роман „Дървото на живота“ е публикуван през 2005 г. Той става бестселър, получава награда за дебют, и я прави известна.
През 2009 г. е издаден фантастичният ѝ любовен роман „Close Encounters“ (Близки срещи) от поредицата „Извънземни дела“. Той е удостоен с наградата „Призм“ за романтична фантастика.
Член е на Асоциацията на писателите на любовни романи на Америка.
Катрин Алрид живее със семейството си в Джоунсбъроу, Арканзас

## Произведения

### Самостоятелни романи
- The Sweet Gum Tree (2005)
Дървото на живота, фен-превод
- What Price Paradise (2005)
- Second Time Around (2005)
- Sweet Revenge (2005)
- For Love of Charley (2006)

### Серия „Извънземни дела“ (Alien Affairs)
1. Close Encounters (2009) – награда „Призм“
2. Close Contact (2010)